# Rapla
Rapla (německy Rappel) je estonské město v kraji Raplamaa, jehož je správním centrem. Jako město je bez vlastní samosprávy a náleží do obce Rapla.

## Partnerská města
- Askim, Norsko
- Kauhava, Finsko
- Nurmijärvi, Finsko
- Värnamo, Švédsko